# Tehuelche
Tehuelche (Chon, Patagones, Choanik, Choonke, Tsonke, Tsoneca), indijanski narod ili grupa plemena nastanjena u južnoameričkoj Patagoniji. Patagonci (velika noga) ili Tehuelche (jugoistočni ljudi) zauzimaju golemo područje Patagonije u Argentini i dijelu Čilea, a sastoje se od 4 glavne grupe, to su: 
A) Sjeverni Tehuelche {Künün-a-Güna, Gününa-kena, gününa-künna, gününa-këna, Gennakenk, Günün-A-Küna, Günnuna Kena ili Künün-a-Güna, gununa'kena, Günnuna kenna), pä'änki-känk (peenkenke), payniken}, Tehuelches del norte (Tehuelches septentrionales, Northern Tehuelche ili Sjeverni Tehuelči), u provincijama Buenos Aires i La Pampa. Među njima po govoru razlikuju se 
a1. Payniken (Pä'änkün'k, Penkenke, Péeneken). Svoj jezik nazivaju gününa yáxëč, a sami sebe Gününa-kün(n)a. Druga grupa živjela je upravo zapadno od njih u području Čilea, to su
a2 Küwach-a-Güna ili Tehuelches de la Cordillera ili Chüwach a künna (“gente del borde de la cordillera” ili Planinski Tehuelči; Mountain Tehuelche; Serrano), u andskom podnožju, Neuquén, Río Negro i Chubut. Njima valjda pripada i grupa u području Nahuel Huapi koja se naziva Poya.
Dvije južne grupe poznate su kao 
B) Južni Tehuelče ili Inaken (Inaquen; "gente del Sur"),{Tehuelche, Tsoneka, ili Patagones, Hongote, Patagón, nazivani i Aonek'enk, Aoni-kenk:
b1. Mecharnúekenk ili Tehuelches meridionales boreales s Río Chico i Santa Cruza i
b2. Aónikenk ili Tehuelches del sur, južno od río Santa Cruz pa prema prolazu Estrecho de Magallanes. Istoj ovoj rasi ljudi veoma visokog staza pripadaju i Ona i Manekenk ili Haush Indijanci s otoka Tierra del Fuego. Ova grupa nazivana je i imenima Inaken, Ao'nükün'k, Aónikenk, Aoniken, Ahonikenk, Aonnikenk, Chonqui, Haveniken, Tsoneca, Tä'nüs'kn. Među njima spominju se i nestali Tehuesh}
Sjeverno od Tehuelcha živio je narod Puelche ili Guennakin. 

## Jezik
Među Tehuelchima postoje najmanje 4 jezika koja se klasificiraju porodici Chon, to su: inaquen, payniquen, poya i teuex. Ovamo bi vjerojatno trebalo pridodati i jezike Ona Indijanaca, to su sjeverni i južni ona nazivani i Ona-Šelk'nám ili južni Onasi i na sjeveru Onakojuká; drugu grupu čine Indijanci Manekenk ili Haush s jezikom haux ili haush.
Dne 4. siječnja 2019., smrću Dore Manchado, izumro je jezik tehuelche.

## Kultura
Tehuelche su u literaturi opisani kao ljudi veoma visokog stasa, preko 1,90 m., a njihova kultura slična je onoj sjevernoameričkih prerijskih Indijanaca, uključujući konja i nomadski lov, samo što ovdje bizona mijenja gvanako, a najvažnije oružje je bola koja je na Patagoniji u upotrebi od prije nekih 10,000 godina. Odjeća, obuća i nastambe Tehuelcha su kožne. 

## Vanjske poveznice
- Indigenous Peoples of Patagonia (II)  Arhivirana inačica izvorne stranice od 3. lipnja 2019. (Wayback Machine)